# Attila Podolszki
Attila Podolszki (ur. 9 października 1964 w Budapeszcie) – węgierski zapaśnik walczący w stylu wolnym. Olimpijczyk z Seulu 1988, gdzie odpadł w eliminacjach w kategorii 68 kg.
Zajął dziesiąte miejsce na mistrzostwach świata w 1989. Wicemistrz Europy w 1988 roku.
- Turniej w Seulu 1988

Przegrał z Nate Carrem z USA i odpadł z turnieju.